# Шантеё
Шантеё́ (фр. Chanteheux) — коммуна во французском департаменте Мёрт и Мозель региона Лотарингия. Относится к кантону Люневиль-Сюд.	

## География
Шантеё расположен в 28 км к востоку от Нанси и в непосредственной близости к северо-востоку от Люневиля. Соседние коммуны: Сьонвиллер на севере, Круамар на востоке, Монсель-ле-Люневиль на юге, Люневиль на юго-западе, Жоливе на северо-западе.

## Демография
Население коммуны на 2010 год составляло 2009 человек.
| 1962 | 1968 | 1975 | 1982 | 1990 | 1999 | 2010 |
| ---- | ---- | ---- | ---- | ---- | ---- | ---- |
| 795  | 955  | 1272 | 1815 | 1746 | 1600 | 2009 |

## Достопримечательности
- Замок Шантеё сооружён в 1740 году последним герцогом Лотарингии Станиславом Лещинским и был разрушен сразу после его смерти.
- Церковь XVIII века.